# Foresta di protezione
Le foreste (o boschi) di protezione sono foreste che mitigano o prevengono gli effetti di un pericolo naturale, come la caduta massi, una valanga, l'erosione del suolo, frane superficiali, colate detritiche o esondazioni, sulle persone e sui loro beni nelle aree montane. Una foresta di protezione generalmente si trova su un pendio posto tra una potenziale fonte di pericolo (ad esempio una parete rocciosa instabile o una potenziale area di distacco di una valanga) e i beni vulnerabili o esposti al rischio. Nelle Alpi, le foreste di protezione sono sempre più considerate come delle vere e proprie opere di mitigazione ingegnerizzate contro i pericoli naturali. In francese, tedesco e sloveno le foreste di protezione sono chiamate rispettivamente, forêt de protection, Schutzwald, varovalni gozdovi.